# Иммуноглобулины D

Иммуноглобулины: ; ;

Иммуноглобули́ны D (IgD) — класс антител. На долю IgD приходится 1 % мембранных белков незрелых B-лимфоцитов, причём обычно IgD экспрессируются вместе с другими мембранными антителами, называемыми иммуноглобулинами M (IgM). В плазме крови IgD присутствует в очень небольшом количестве и составляет 0,25 % от всех иммуноглобулинов плазмы крови. Молекула IgD представляет собой мономер с двумя тяжёлыми δ-цепями и двумя лёгкими цепями.
IgD был описан в 1964 году как необычный миелоидный белок, и функции антител этого класса долгое время оставались неизвестны. Позже было установлено, что IgD участвуют в активации B-лимфоцитов, функционально дополняют IgM и могут даже замещать их.

## Структура
IgD существует в виде мономера, состоящего из двух тяжёлых цепей (δ-цепей) и двух лёгких цепей. Молекулярная масса IgD составляет 185 кДа, время полужизни — 2,8 дней. Количество константных доменов (C-доменов) у разных видов различно: у человека имеется три домена Cδ1, Cδ2 и Cδ3, а у мышей — только Cδ1 и Cδ3. Как отражается отсутствие домена Cδ2 в IgD мыши на функционировании IgD, неизвестно. У человека и других приматов имеется протяжённый шарнирный участок (H-регион), N-концевая часть которого обогащена аланином и треонином. C-концевая часть шарнирного участка обогащена остатками лизина, глутамата и аргинина и подвергается O-гликозилированию, которое необходимо для взаимодействия IgD с рецепторами на поверхности активированных T-лимфоцитов. H-регион человеческого IgD взаимодействует с протеогликанами, связанными с гепарином и гепарансульфатом, которые экспрессируются на поверхности базофилов и тучных клеток. У мышей H-регион короче и подвергается N-гликозилированию.
У разных позвоночных наблюдается широкая структурная вариабельность IgD из-за альтернативного сплайсинга соответствующих мРНК и рекомбинации, происходящей при переключении классов антител. Альтернативный сплайсинг IgD отмечен у всех челюстноротых, в то время как рекомбинация при переключении классов служит средством увеличения структурного разнообразия IgD лишь у высших позвоночных. У рыб структура константного участка вариабельна ввиду амплификации экзонов Cδ.

## Функции
Функции IgD долгое время оставались неизвестны. IgD присутствуют у всех позвоночных от хрящевых рыб до человека (но, возможно, отсутствуют у птиц). Практически повсеместное распространение этого класса антител свидетельствует в пользу того, что IgD могут быть такими же древними антителами, как IgM, и играть важную роль в работе иммунной системы. IgD, заякоренные в мембранах B-клеток, принимают участие в их активации. В ходе дифференцировки B-клеток единственным экспрессируемым классом антител является IgM. Экспрессия IgD начинается в тот момент, когда B-клетки покидают костный мозг и направляются в периферические лимфоидные ткани. В зрелом состоянии B-клетка коэкспрессирует IgM и IgD. IgD могут дополнять функции IgM и даже функционально замещать IgM в случае нефункциональности последних.
Генетически модифицированные мыши, лишённые IgD, не демонстрируют существенных врождённых дефектов в функционировании B-клеток. Известно, что IgD могут связываться с тучными клетками и базофилами, активируя их на выработку противомикробных веществ. Кроме того, IgD могут связываться с моноцитами.
Заякоренные в мембране IgD могут активировать врождённый и адаптивный иммунитет, функционируя в составе B-клеточного рецепторного комплекса. Этой способностью обладают и секретируемые IgD, взаимодействующие с моноцитами, базофилами и тучными клетками. В 2010 году на мышах, страдающих от коллаген-индуцированного артрита, было показано, что моноклональные антитела, направленные против IgD (анти-IgD), смягчают симптомы заболевания. Этот новый терапевтический подход к лечению аутоиммунных заболеваний был впоследствии успешно опробован на мышиных моделях приобретённого буллёзного эпидермолиза и хронической контактной гиперчувствительности.